# Demons and Wizards (album de Demons & Wizards)
Pour les articles homonymes, voir Demons and Wizards.
 (novembre 2017).
Si vous disposez d'ouvrages ou d'articles de référence ou si vous connaissez des sites web de qualité traitant du thème abordé ici, merci de compléter l'article en donnant les références utiles à sa vérifiabilité et en les liant à la section « Notes et références ».
Albums de Demons & Wizards
Touched by the Crimson King
(2005)
Demons and Wizards est le premier album du groupe de power metal et heavy metal allemand Demons & Wizards, sorti en janvier 2000 en Allemagne (en février aux États-Unis).

## Présentation
L'album est enregistré avec l'aide de Jim Morris qui joue de la guitare solo sur presque tous les titres, et de Mark Prator à la batterie.
Une édition limitée de cet album contient une reprise du morceau White Room, du groupe Cream.
La version argentine du CD (éditée par NEMS Enterprises) comprend, également, White Room, ainsi que les versions démos de Heaven Denies, The Whistler et Tear Down the Wall.
Le digipack européen (SPV) et le CD japonais (Victor Entertainment) incluent White Room, ainsi qu'une morceau nommé The Whistler (Alternate) qui est, musicalement, le même que son équivalent de l'édition standard mais avec paroles différentes.

### Analyse
Cet album contient des thèmes familiers aux fans  d'Iced Earth et Blind Guardian (dont le groupe Demons & Wizards est un projet parallèle), avec des morceaux comme Heaven Denies, et Poor Man's Crusade.
Heaven Denies se base sur Le Paradis perdu de John Milton, à propos de la déchéance de Lucifer.
Blood on My Hands est basé sur la version de Richard Wagner de l'histoire de Siegfried, comme décrit dans le cycle de l'anneau.
Winter of Souls aborde le sujet de la haine de Mordred pour son père, le Roi Arthur.
Le morceau The Whistler s'inspire du conte folklorique du joueur de flûte de Hamelin.
Fiddler on the Green fait référence à un accident de voiture dont Hansi a été témoin.
Path of Glory traite d'une réflexion sur la vie après la mort.
Les trois derniers morceaux constituent une trilogie parlant d'une divinité qui crée puis détruit son propre univers.

## Liste des titres
Toutes les chansons sont écrites et composées par Hansi Kürsch, Jon Schaffer.
| 1.    | Rites of Passage (Instrumental) | 0:54 |
| 2.    | Heaven Denies                   | 5:20 |
| 3.    | Poor Man's Crusade              | 4:02 |
| 4.    | Fiddler on the Green            | 5:56 |
| 5.    | Blood on My Hands               | 4:45 |
| 6.    | Path of Glory                   | 4:59 |
| 7.    | Winter of Souls                 | 5:47 |
| 8.    | The Whistler                    | 5:15 |
| 9.    | Tear Down the Wall              | 4:48 |
| 10.   | Gallows Pole                    | 5:22 |
| 11.   | My Last Sunrise                 | 4:43 |
| 12.   | Chant (Instrumental)            | 0:48 |
| 52:40 |                                 |      |

| Titre bonus - Édition digipack, Allemagne (Steamhammer, Nothing to Say, 22 février 2000) | Titre bonus - Édition digipack, Allemagne (Steamhammer, Nothing to Say, 22 février 2000) | Titre bonus - Édition digipack, Allemagne (Steamhammer, Nothing to Say, 22 février 2000) | Titre bonus - Édition digipack, Allemagne (Steamhammer, Nothing to Say, 22 février 2000) | Titre bonus - Édition digipack, Allemagne (Steamhammer, Nothing to Say, 22 février 2000) | Titre bonus - Édition digipack, Allemagne (Steamhammer, Nothing to Say, 22 février 2000) | Titre bonus - Édition digipack, Allemagne (Steamhammer, Nothing to Say, 22 février 2000) | Titre bonus - Édition digipack, Allemagne (Steamhammer, Nothing to Say, 22 février 2000) | Titre bonus - Édition digipack, Allemagne (Steamhammer, Nothing to Say, 22 février 2000) | Titre bonus - Édition digipack, Allemagne (Steamhammer, Nothing to Say, 22 février 2000) |
| No                                                                                       | Titre                                                                                    | Durée                                                                                    |                                                                                          |                                                                                          |                                                                                          |                                                                                          |                                                                                          |                                                                                          |                                                                                          |
| ---------------------------------------------------------------------------------------- | ---------------------------------------------------------------------------------------- | ---------------------------------------------------------------------------------------- | ---------------------------------------------------------------------------------------- | ---------------------------------------------------------------------------------------- | ---------------------------------------------------------------------------------------- | ---------------------------------------------------------------------------------------- | ---------------------------------------------------------------------------------------- | ---------------------------------------------------------------------------------------- | ---------------------------------------------------------------------------------------- |
| 13.                                                                                      | White Room (Reprise de Cream)                                                            | 5:00                                                                                     |                                                                                          |                                                                                          |                                                                                          |                                                                                          |                                                                                          |                                                                                          |                                                                                          |
| 57:46                                                                                    |                                                                                          |                                                                                          |                                                                                          |                                                                                          |                                                                                          |                                                                                          |                                                                                          |                                                                                          |                                                                                          |

| Titres bonus - Édition Japon (Victor, 23 février 2000) | Titres bonus - Édition Japon (Victor, 23 février 2000) | Titres bonus - Édition Japon (Victor, 23 février 2000) | Titres bonus - Édition Japon (Victor, 23 février 2000) | Titres bonus - Édition Japon (Victor, 23 février 2000) | Titres bonus - Édition Japon (Victor, 23 février 2000) | Titres bonus - Édition Japon (Victor, 23 février 2000) | Titres bonus - Édition Japon (Victor, 23 février 2000) | Titres bonus - Édition Japon (Victor, 23 février 2000) | Titres bonus - Édition Japon (Victor, 23 février 2000) |
| No                                                     | Titre                                                  | Durée                                                  |                                                        |                                                        |                                                        |                                                        |                                                        |                                                        |                                                        |
| ------------------------------------------------------ | ------------------------------------------------------ | ------------------------------------------------------ | ------------------------------------------------------ | ------------------------------------------------------ | ------------------------------------------------------ | ------------------------------------------------------ | ------------------------------------------------------ | ------------------------------------------------------ | ------------------------------------------------------ |
| 13.                                                    | White Room                                             | 5:01                                                   |                                                        |                                                        |                                                        |                                                        |                                                        |                                                        |                                                        |
| 14.                                                    | The Whistler (Alternate version)                       | 5:21                                                   |                                                        |                                                        |                                                        |                                                        |                                                        |                                                        |                                                        |
| 63:09                                                  |                                                        |                                                        |                                                        |                                                        |                                                        |                                                        |                                                        |                                                        |                                                        |

| Titres bonus - Édition Argentine (NEMS Enterprises, 2000) | Titres bonus - Édition Argentine (NEMS Enterprises, 2000) | Titres bonus - Édition Argentine (NEMS Enterprises, 2000) | Titres bonus - Édition Argentine (NEMS Enterprises, 2000) | Titres bonus - Édition Argentine (NEMS Enterprises, 2000) | Titres bonus - Édition Argentine (NEMS Enterprises, 2000) | Titres bonus - Édition Argentine (NEMS Enterprises, 2000) | Titres bonus - Édition Argentine (NEMS Enterprises, 2000) | Titres bonus - Édition Argentine (NEMS Enterprises, 2000) | Titres bonus - Édition Argentine (NEMS Enterprises, 2000) |
| No                                                        | Titre                                                     | Durée                                                     |                                                           |                                                           |                                                           |                                                           |                                                           |                                                           |                                                           |
| --------------------------------------------------------- | --------------------------------------------------------- | --------------------------------------------------------- | --------------------------------------------------------- | --------------------------------------------------------- | --------------------------------------------------------- | --------------------------------------------------------- | --------------------------------------------------------- | --------------------------------------------------------- | --------------------------------------------------------- |
| 13.                                                       | White Room                                                | 5:11                                                      |                                                           |                                                           |                                                           |                                                           |                                                           |                                                           |                                                           |
| 14.                                                       | Heaven Denies (Demo)                                      | 5:09                                                      |                                                           |                                                           |                                                           |                                                           |                                                           |                                                           |                                                           |
| 15.                                                       | The Whistler (Demo)                                       | 5:22                                                      |                                                           |                                                           |                                                           |                                                           |                                                           |                                                           |                                                           |
| 16.                                                       | Tear Down the Wall (Demo)                                 | 4:47                                                      |                                                           |                                                           |                                                           |                                                           |                                                           |                                                           |                                                           |
| 73:15                                                     |                                                           |                                                           |                                                           |                                                           |                                                           |                                                           |                                                           |                                                           |                                                           |

## Crédits
| - Jon Schaffer : basse, guitare solo, guitare rythmique - Hansi Kürsch : chœurs - Jim Morris : guitare solo (invité) - Mark Prator : batterie (invité) | - Production, Ingénierie : Jim Morris - Coproduction : Hansi Kürsch, Jon Schaffer - Artwork : Danny Miki, Travis Smith - Design : Travis Smith |